# Roméo Arbour
Pour les articles homonymes, voir Arbour.
Roméo Arbour est un homme d'Église, critique littéraire, professeur et historien de la littérature québécois né en 1919 à Saint-Siméon (Bonaventure) et mort le 18 décembre 2005 à Ottawa. 
Il a été professeur et directeur des études au Séminaire de Chambly de 1955 à 1964, puis professeur à l'université d'Ottawa depuis 1964.

## Publications

### Études et répertoires
- 1956 : Henri Bergson et les lettres françaises (Paris, José Corti) Prix David, 1958
- 1956 : Les Revues littéraires éphémères paraissant à Paris de 1900 à 1914, répertoire descriptif (Paris, José Corti)
- 1977 : L'Ère baroque en France. Répertoire chronologique des éditions de textes littéraires : Première partie - 1585-1615 (Genève, Librairie Droz)
- 1979 : L'Ère baroque en France. Répertoire chronologique des éditions de textes littéraires : Deuxième partie - 1616-1628 (Genève, Librairie Droz)
- 1980 : L'Ère baroque en France. Répertoire chronologique des éditions de textes littéraires : Troisième partie - 1629-1643 (Genève, Librairie Droz)
- 1985 : L'Ère baroque en France. Répertoire chronologique des éditions de textes littéraires : Quatrième partie, supplément - 1585-1643 (Genève, Librairie Droz)
- 1992 : Un Éditeur d'œuvres littéraires au XVIIe siècle, Toussaint Du Bray (1604-1636) (Genève, Librairie Droz)
- 1997 : Les femmes et les métiers du livre en France, de 1600 à 1650 (Chicago / Paris, Garamond press / Didier érudition)
- 2003 : Dictionnaire des femmes libraires en France (1470-1870) (Genève, Librairie Droz)

### Éditions critiques
- 1973 : Antoine Du Périer, Les Amours de Pistion et de Fortunie (Ottawa, Éditions de l'Université d'Ottawa) Édition critique avec introduction et notes par Roméo Arbour
- 1973 : Jacques Du Hamel, Acoubar ou La Loyauté trahie : Tragédie tirée des Amours de Pistion & Fortunie, en leur voyage de Canada (Ottawa, Éditions de l'Université d'Ottawa) Édition critique avec introduction et notes par Roméo Arbour
- 1991 : Ringuet (Philippe Panneton), Trente arpents (Montréal, Presses de l'Université de Montréal) Édition critique en collaboration avec Jean Panneton et Jean-Louis Major

## Distinctions
- 1958 - Prix David
- 1980 - Membre de la Société royale du Canada
- 1989 - Membre de l'Ordre du Canada[2]
- 2002 - Médaille du jubilé d'or de la reine Élisabeth II[3]